# Angelo Ruffini
Angelo Ruffini (Pretare de Arquata del Tronto, 1864-1929) foi um histologista italiano e embriologista. 
Ele estudou medicina na Universidade de Bolonha, onde a partir de 1894, deu aulas em histologia. Em 1903, ele alcançou a cadeira de embriologia na Universidade de Siena. 
Ele foi o primeiro a descrever as terminações nervosas encapsuladas pequenas (mecanorreceptores), que se tornariam conhecidos como corpúsculos de Ruffini. Ele usou uma mancha cloreto de ouro em suas lâminas de microscópio, a fim de ver os pequenos corpúsculos.  

Ruffini foi um pioneiro no estudo da gastrulação anfíbio, fornecendo uma descrição completa e detalhada sobre a formação de "células de garrafa". Ele publicou essas descobertas em um livro intitulado Fisiogenia (1925).